# Aeropuerto de Iturup
El Aeropuerto de Iturup (en ruso: Аэропорт Итуруп, (IATA: ITU, OACI: UHSI) es un aeropuerto ubicado en la región de Sajalín del distrito federal del Lejano Oriente ruso, a unos 7 kilómetros al noreste de Kurilsk. El aeropuerto de Iturup se construyó en la taiga pantanosa y fue el primer aeropuerto construido en Rusia después del colapso de la Unión Soviética. Aurora opera vuelos desde el aeropuerto hacia y desde Yuzhno-Sajalinsk durante todo el año. Después de la finalización del aeropuerto de Iturup, las condiciones de viaje de los residentes en Kurilsk y otros lugares de las zonas isleñas mejoraron considerablemente.

## Historia
Antes de la finalización del aeropuerto de Iturup, los residentes locales solo podían viajar desde la base aérea militar de Burevestnik, que está a 60 kilómetros de distancia, para tomar un avión y debido al clima extremo, como la niebla intensa, el aeropuerto de Burevestnik a menudo sufre retrasos y cierres, mientras que el aeropuerto de Iturup, más moderno y con mejor equitación, ha garantizado la puntualidad de los vuelos.
El Aeropuerto Iturup está operativo para aviación comercial desde septiembre de 2014. La obra la llevó a cabo el Instituto de Diseño, Estudio e Investigación del Transporte Aéreo «Lenaeroproekt» (en ruso: Проектно-изыскательский и научно-исследовательский институт воздушного транспорта "Ленаэропроект") de San Petersburgo, Rusia.
El 23 de septiembre de 2017, el aeropuerto fue el destino de los asistentes al proyecto de intercambio de las cuatro islas del Norte por la que los antiguos residentes japoneses pudieron acudir a visitar las tumbas de sus familiares que debido al conflicto territorial sobre el archipiélago que mantienen Rusia y Japón, no había sido posible.
Entre 2016 y 2020 se benefició de la inversión para el aumento del tráfico aéreo en la región de Sajalín que esperaba aumentar tanto el tráfico como las instalaciones aeroportuarias de las islas Kuriles, especialmente en el aeropuerto de Iturup y en el de Yuzhno-Sajalinsk (Kunashir). Aunque esta inversión logró tener un tráfico aéreo moderado entre islas a través de la oferta de helicópteros Mi8T civiles de Aviashelf, no arrojó los resultados esperados para implementar líneas operadas con aviones DHC-6. Aviashelf decidió suprimir la oferta de vuelos de Mi-8T en 2020.
En junio de 2017 el aeropuerto comenzó a tener un uso tanto civil como militar, debido a que el clima de las Kuriles afecta a la base aérea de Burevestnik. Para finales de 2017 y comienzos de 2018, como parte del nuevo presupuesto de defensa de las Kuriles llevado a cabo por el Ministerio de Defensa ruso, 3 aviones de combate Su-30SM hacen rotaciones con estacionamiento en el aeropuerto.

## Instalaciones
El aeropuerto de Iturup cuenta con una sola pista con dirección 13/31, de 2300 metros de largo y pavimentada con hormigón. El aeropuerto también está equipado con un sistema de aterrizaje instrumental para facilitar el aterrizaje de aeronaves.

## Aerolíneas y destinos
| Aerolínea  | Tipo                | Conexión                       | Inauguración/cierre   | Inauguración/cierre     |
| Activas    | Activas             | Activas                        | Activas               | Activas                 |
| ---------- | ------------------- | ------------------------------ | --------------------- | ----------------------- |
| Aurora     | Regional            | Yuzhno-Sajalinsk (USS)         | c. septiembre de 2014 | c. septiembre de 2014   |
| No activas |                     |                                |                       |                         |
| Aviashelf  | Local (Helicóptero) | Yuzhno-Kurilsk, Kunashir (DEE) | Otoño de 2014         | 31 de diciembre de 2019 |
| Aviashelf  | Local (Helicóptero) | Shikotan                       | Otoño de 2014         | 31 de diciembre de 2019 |

## Estadísticas

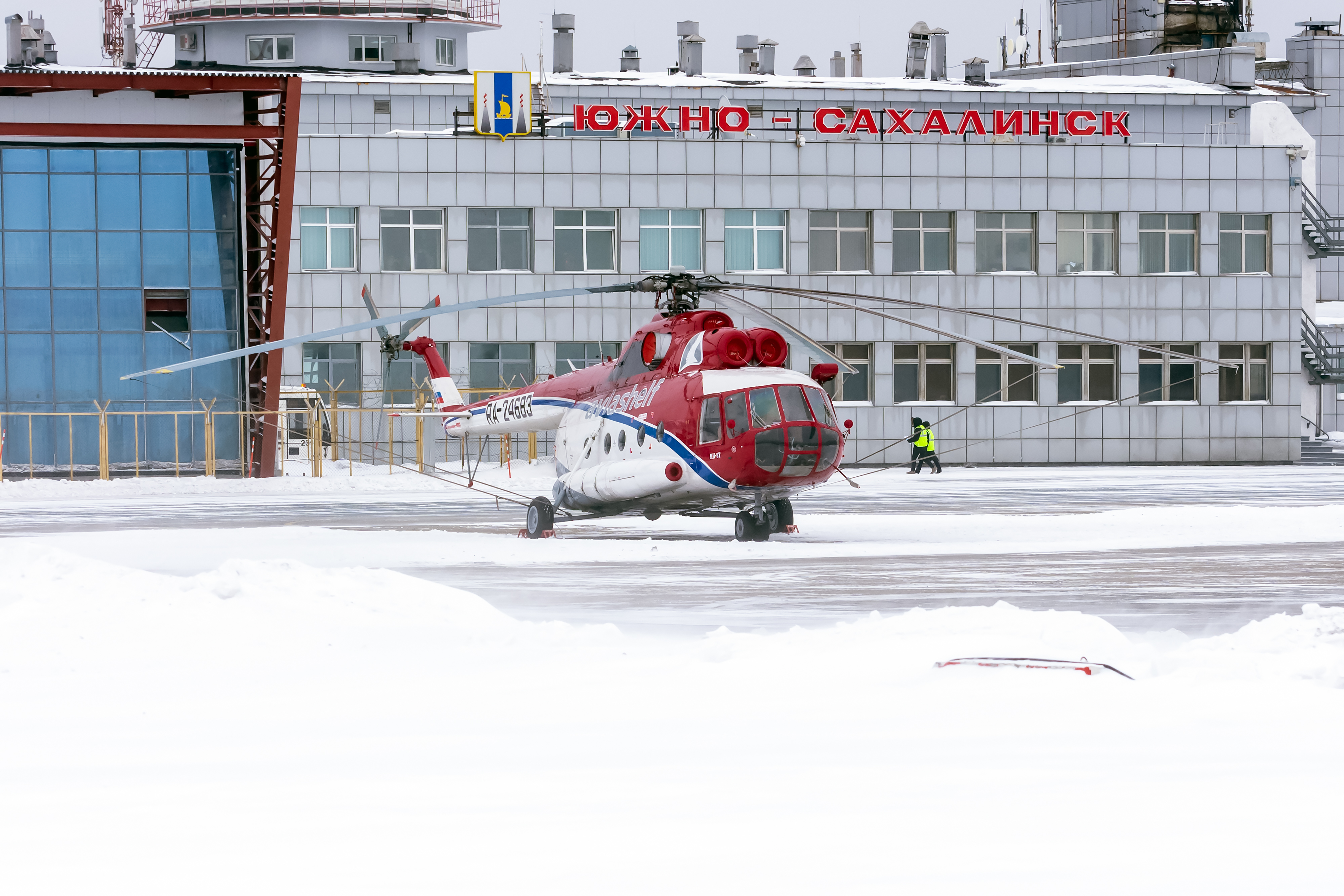
Mi-8T civil de Aviashelf idéntico a los usados en las Kuriles en el aeropuerto de Yuzhno-Sajalinsk.

### Pasajeros (2014-2022)
| Año  | N.º de pasajeros | Dif.Anterior |
| ---- | ---------------- | ------------ |
| 2014 | 4.130            | -            |
| 2015 | 18.800           | 355,2 %      |
| 2016 | 24.600           | 30,85 %      |
| 2017 | 24.400           | -0,81 %      |
| 2018 |                  |              |
| 2019 |                  |              |
| 2020 |                  |              |
| 2021 |                  |              |

|              |
| Actualizado: |